# Цифрова карта місцевості
Цифровá кáрта місцéвості (ЦКМ) — цифрова модель місцевості, записана на машинному носієві у встановлених структурі і кодах, в прийнятій для топографічних карт проєкціях, системі координат і висот, яка по точності і змісту відповідає карті відповідного масштабу.
Цифрові карти місцевості застосовуються у глобальних системах прогнозування погоди, геоморфології, а також в межах якого-небудь промислового об'єкта.